# Сінді (Естонія)
Сінді (ест. Sindi), Цінтенгоф (нім. Zintenhof) — місто в повіті Пярнумаа в Естонії.

## Розташування
Сінді лежить на лівому березі річки Пярну, між річкою і водно-болотними угіддями Ланксааре. Розташоване за 14 км від центру повіту міста Пярну і за 21 км від залізничної станції.

## Археологія
На території Сінді в 1965 році було виявлено Пулліське поселення періоду мезоліту. Датоване 8500 роками до Р. Х., поселення є найстарішим з виявлених в Естонії. Поселення відносять до кундської культури, проіснувало лише невеликий відрізок часу, тому що місцевість згодом була вкрита водою.
Болотиста місцевість залишалася незаселеною до XVI століття.

## Історія
Сінді отримало свою назву в 1565 році на честь імені власника прилеглої садиби Клауса Ціндта, війта міста Пярну. З 1601 року називалося Суріа, а з 1638 року Цінтенгоф. Крім садиби до поселення відносилися шість селянських будинків.
Сьогоднішнє місто було засноване в 1833 році як робітниче містечко при текстильній фабриці. Фабрика була побудована ризьким підприємцем Йоханом Крістофом Верманом, після того як його попередня фабрика була спалена під час повстання 1831 року. У XIX сторіччі фабрика була розширена. У 1857—1858 роках з'явився рудопереробний цех, виробництво свічок і газова фабрика. У місті були побудовані нові будинки, лікарня, 3 школи.
У 1921 році Сінді отримало статус «малого селища» (alevik). У 1928 році було налагоджено залізничне сполучення, що призвело до подальшого зростання населення і економічного зростання. Залізниця діяла до 1970 року. У 1938 році Сінді було присвоєно статус міста. Роком пізніше було заплановано змінити балтійсько-німецьку назву на нову, естонську, але з утворенням Естонської РСР перейменування було відкладено.

## Відомі люди
- Уно Палу (Uno Palu) (нар. 1933) — десятиборець
- Аллар Рая (Allar Raja) (нар. 1983) — веслувальник
- Юліус Сельямаа (Julius Seljamaa) (1883—1936) — політик і дипломат
- The Tuberkuloited — рок-гурт

## Світлини

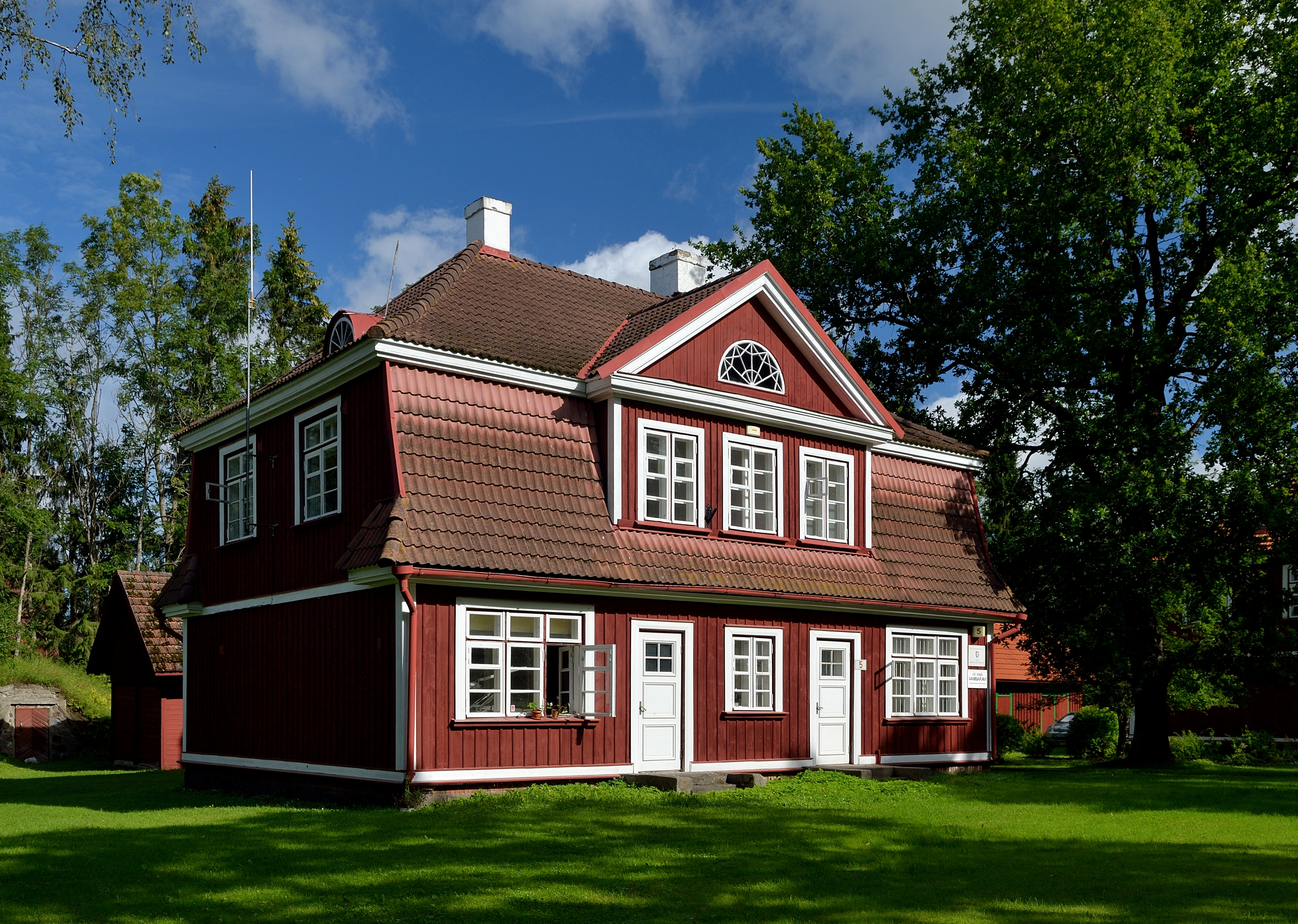
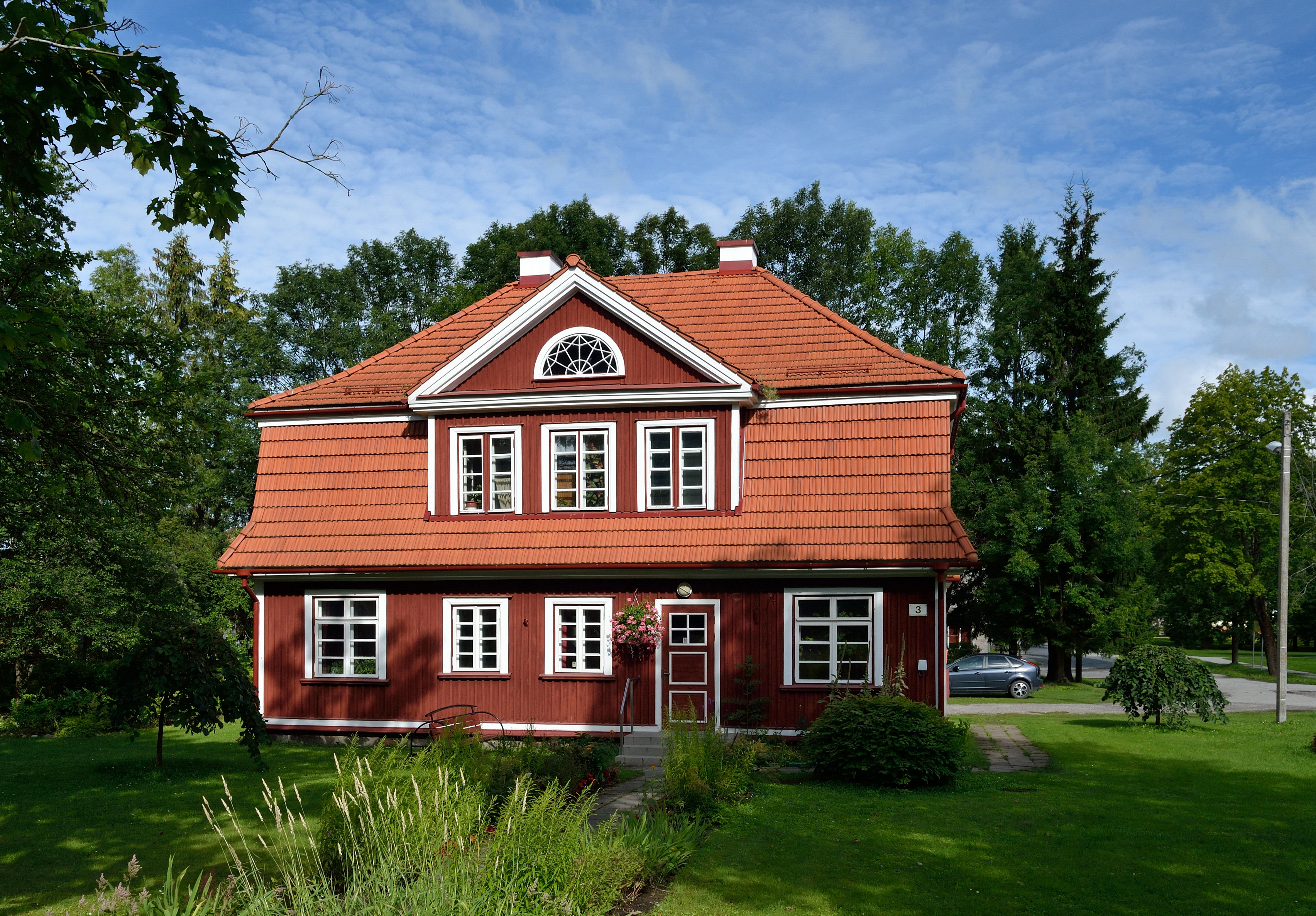
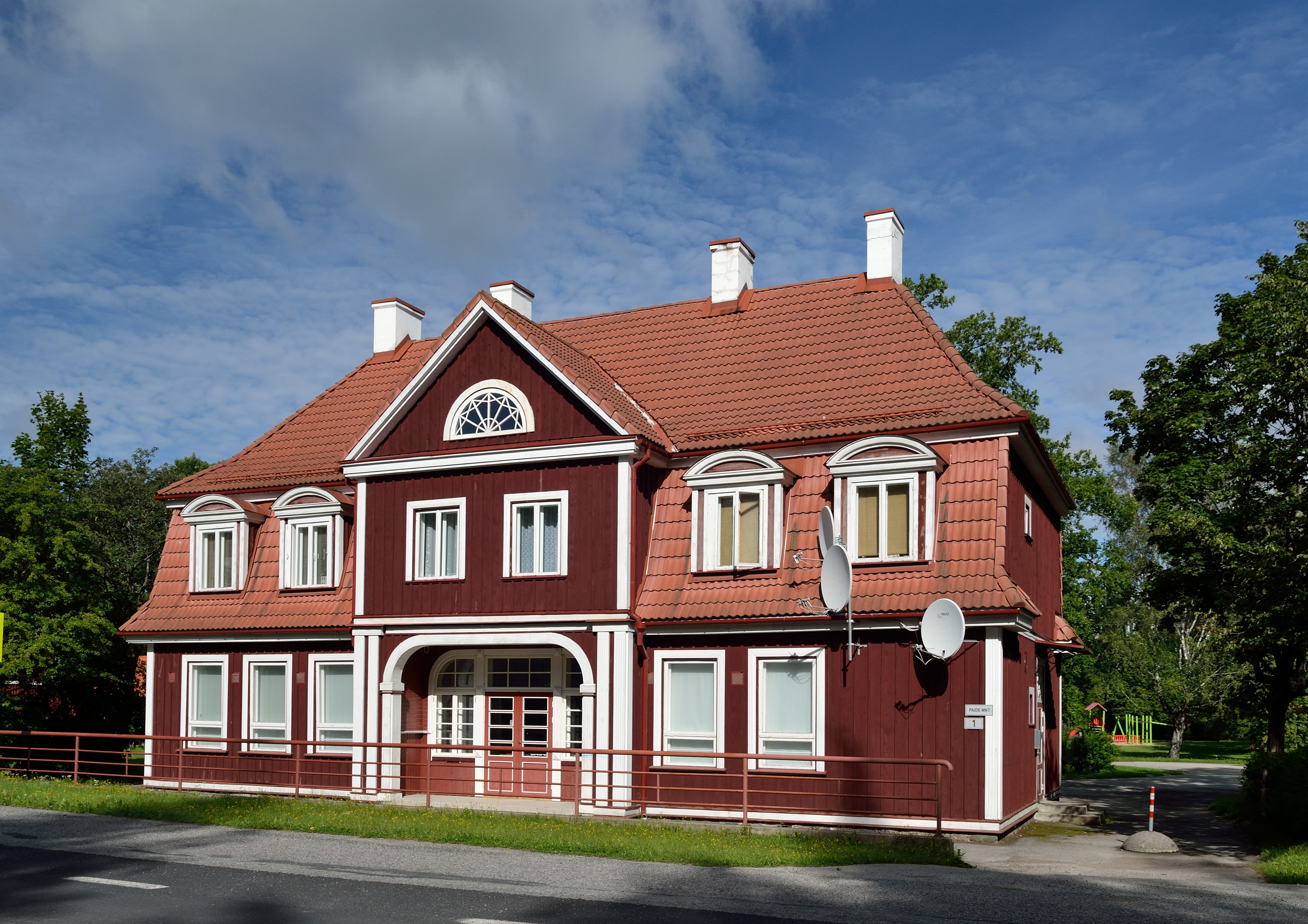
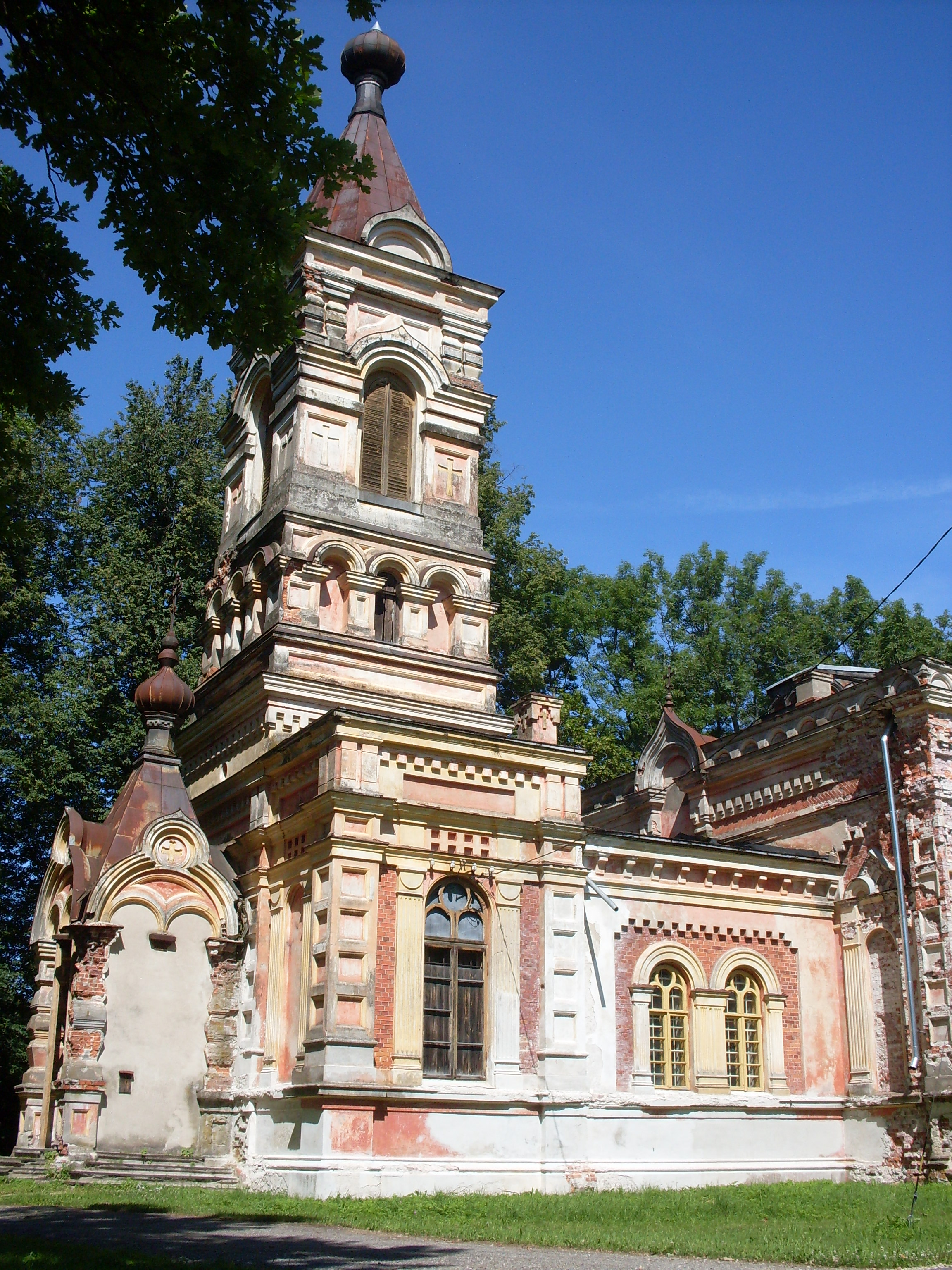